# Arouca (Portugal)
Arouca (portugisiskt uttal: [ɐˈɾowkɐ]
 ( lyssna)) är en småstad (portugisiska vila) och kommun i norra Portugal, 41 km sydost om staden Porto. Den ligger på en uppodlat slätt i floden Ardas dal, i floden Douros avrinningsområde.
Staden har 5 200 invånare. Den är huvudorten i Arouca-kommunen, vilken ingår i Aveiro-distriktet, och är också en del av Área Metropolitana do Porto.
Kommunen har 22 359 invånare (2020) och en yta på 329 km². Den består av 16 kommundelar (freguesias).

## Ortnamnet
Ortnamnet Arouca härstammar från ett keltiskt ord som fick den latinska formen Arauca.

## Bilder

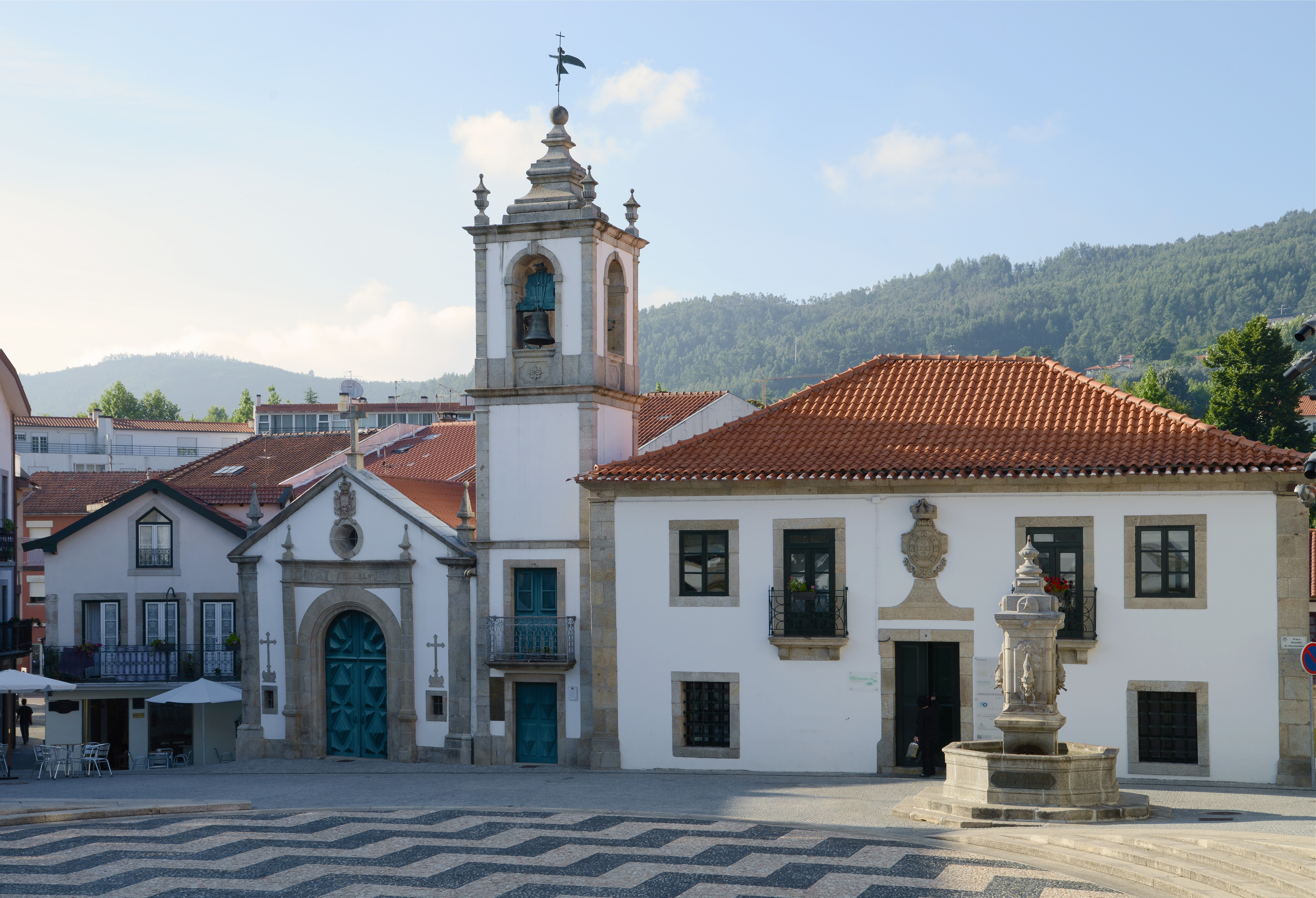
Aroucas centrum
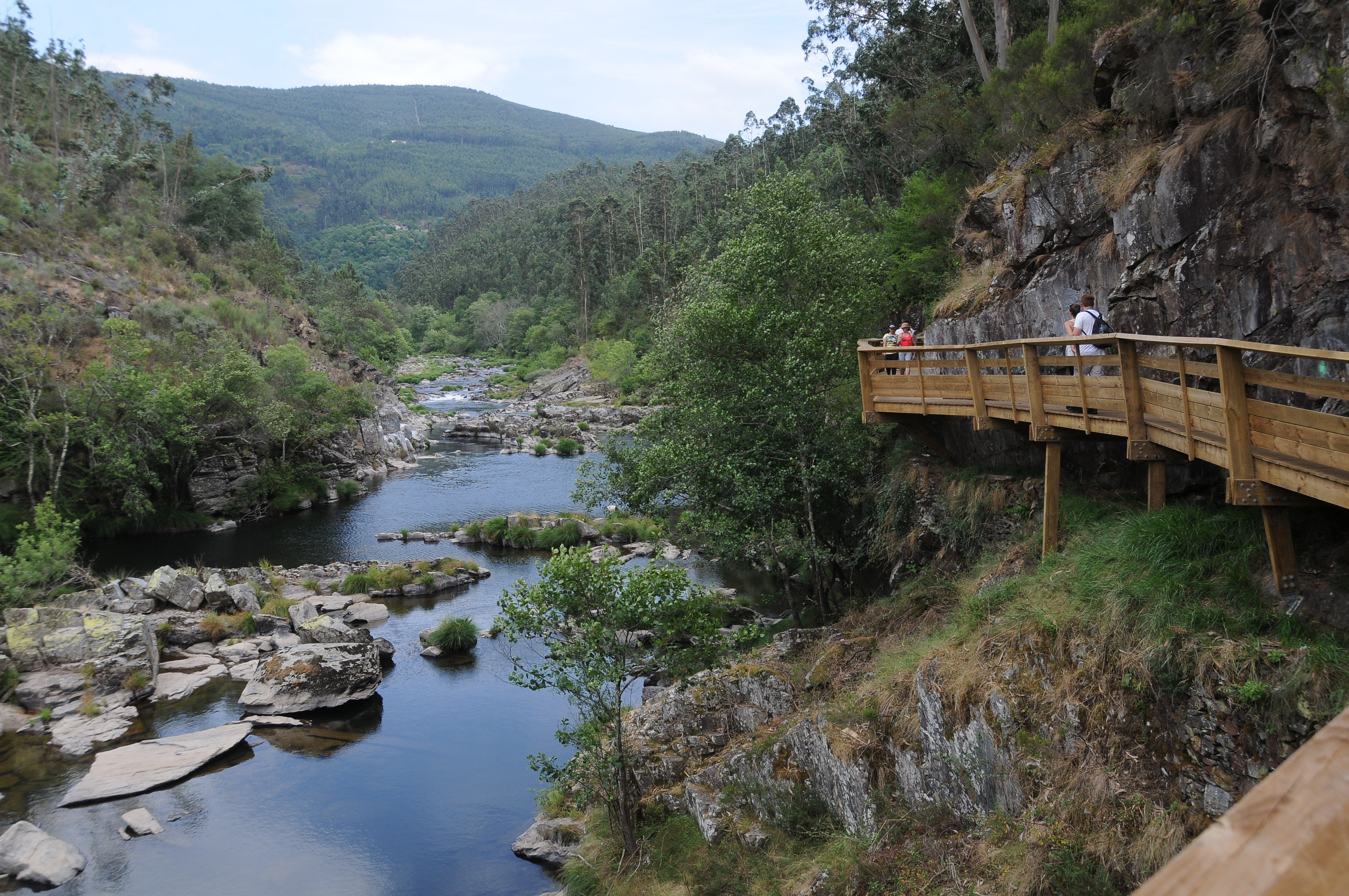
Paivas vandringsled (Passadiços do Paiva)
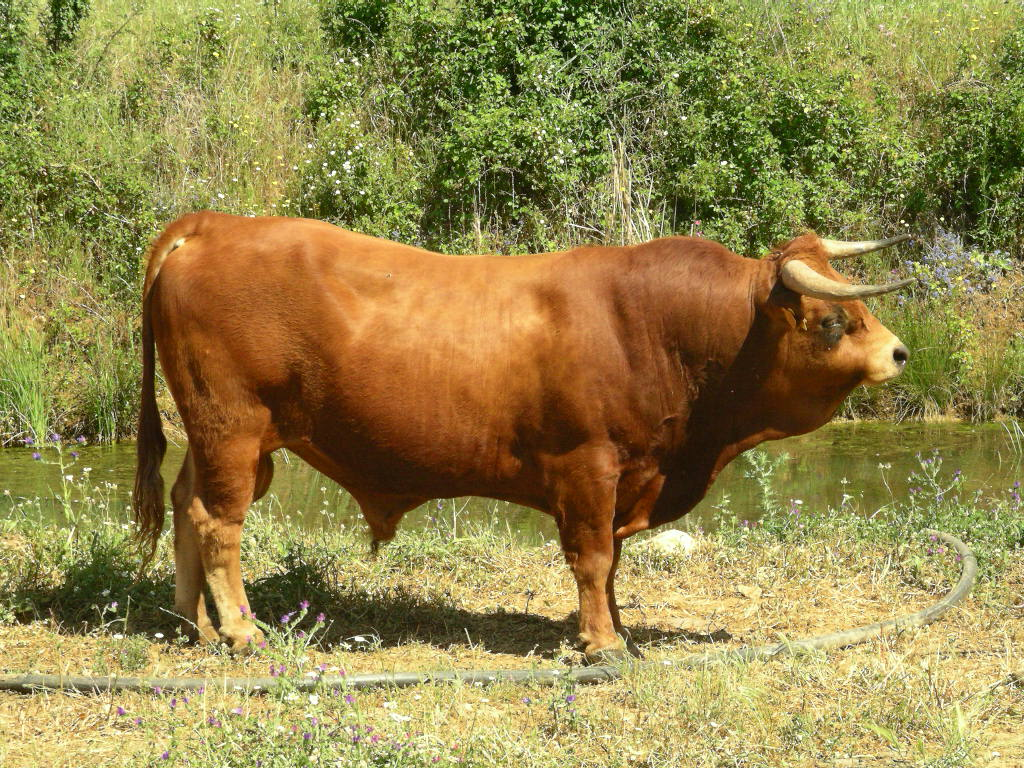
Arouquesa koras
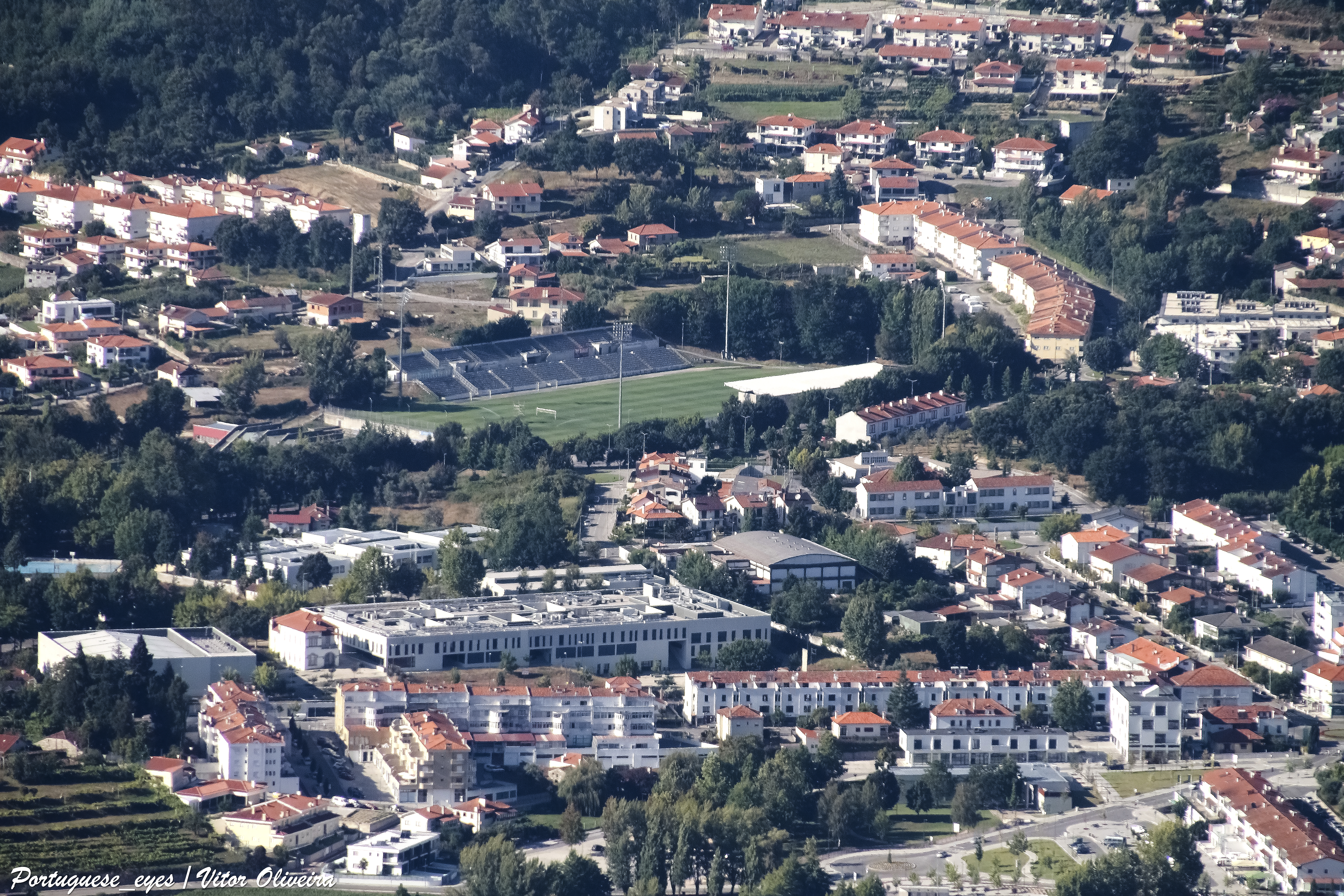
Utsikt över Arouca
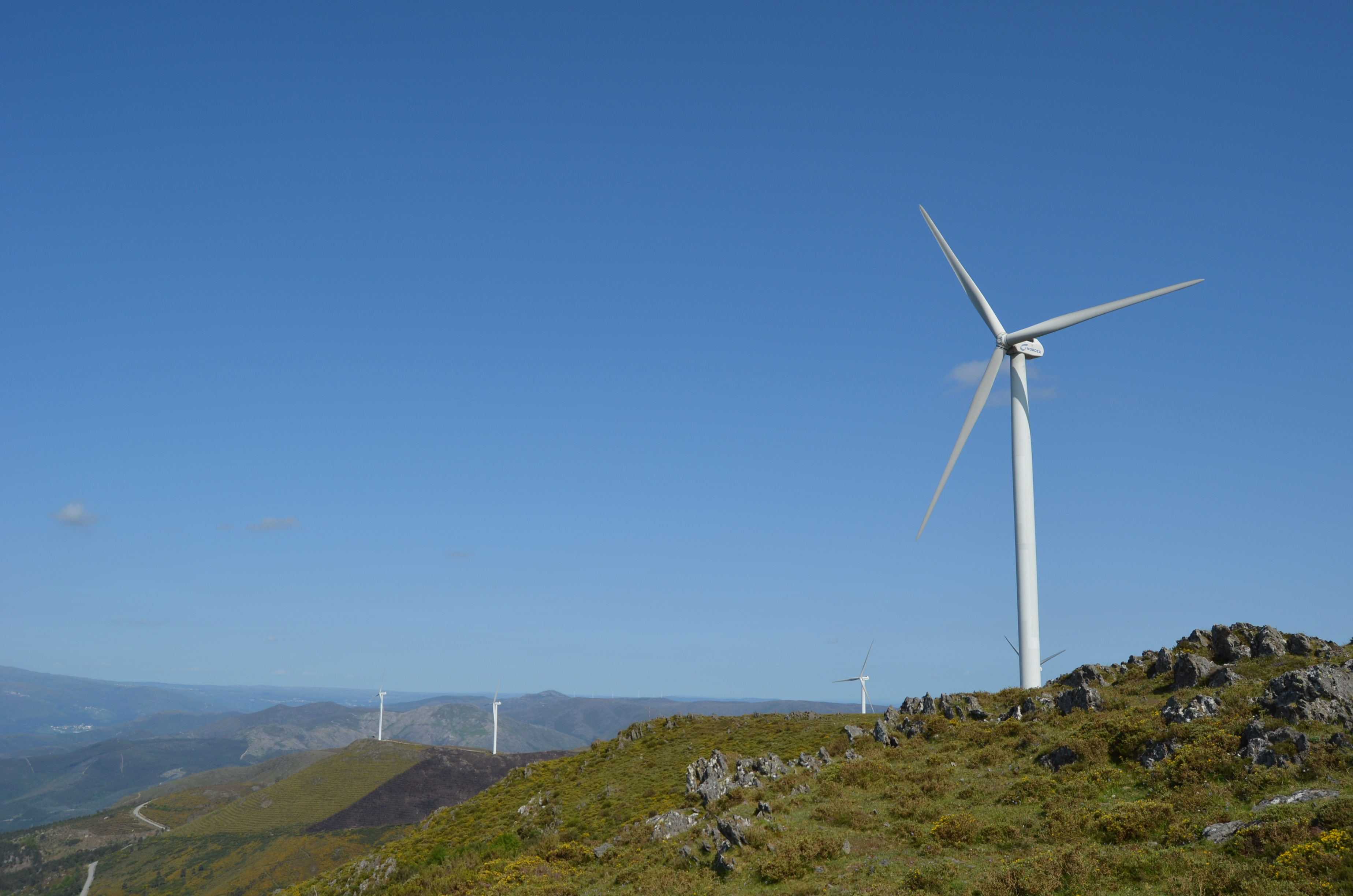
Vindkraft i trakten
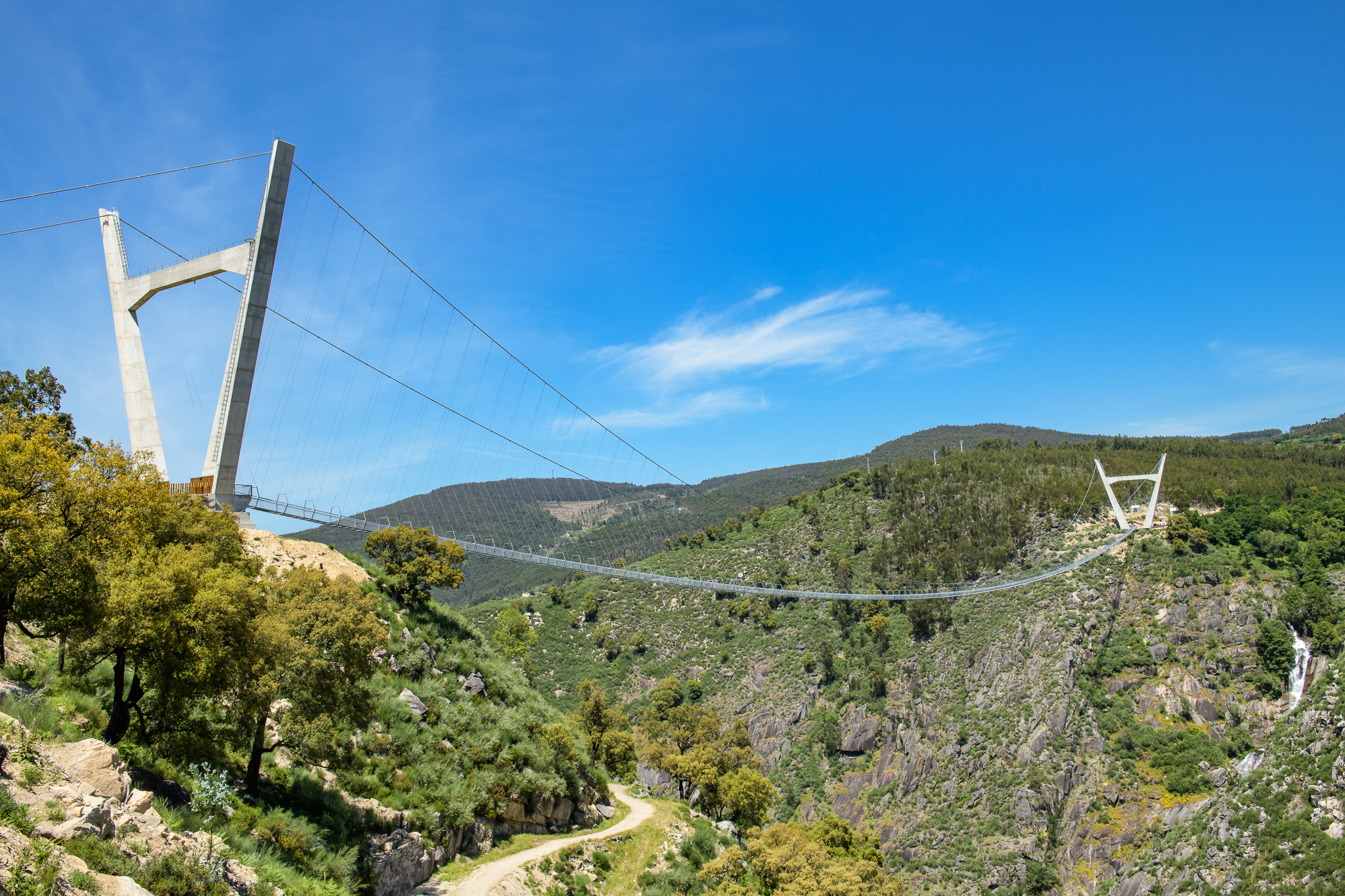
Hängbro för fotgängare Arouca 516